# Daniel Philip Waley
Daniel Philip Waley (20 marzo 1921 – 25 maggio 2017) è stato uno storico inglese.

## Carriera
Daniel Philip Waley è stato custode (Keeper of Manuscripts) del Dipartimento dei Manoscritti presso la British Library di Londra (dapprima nella biblioteca nazionale all'interno del British Museum).
In precedenza è stato professore di Storia presso la London School of Economics and Political Science dell'Università di Londra e al King's College.
Autore di numerosi volumi di storia militare dell'Italia medievale; inoltre, per la Treccani ha compilato la vita di personaggi per il Dizionario Biografico degli Italiani come Bernardo di Languissel, Riccardo Annibaldi, Bernardo de Coucy, Pietro Caetani (nato nel 1245), Benedetto Caetani, Francesco Caetani, Buccio Beccari ed altri. Ha rintracciato nelle carte di Austen Henry Layard, depositate presso la British Library, gli appunti di una "History of Italy" da lui progettata fra il 1834 e il 1839. Si è interessato del significato originario, molto ampio, del termine «condotta».

## Opere
- 1950 - G. Pardi, Il catasto d'Orvieto dell'anno 1292 (Perugia 1896), noted in D.P. Waley, Pope Boniface VIII and the Commune of Orvieto, Transactions of the Royal Historical Society, IV Series, 32, pp. 121–139.
- 1952 - Mediaeval Orvieto: the political history of an Italian city-state 1157-1334, Cambridge, Univ. press; trad. ital (1985), Orvieto medievale: storia politica di una Città-Stato Italiana: 1157-1334, Roma, Multigrafica.
- 1956 - Giovanni Botero, The Reason of State, trad. inglese a cura di P.J. Waley and D.P. Waley, New Haven, Yale University Press
- 1961 - The papal state in the XIII century, London, Macmillan (trad. it.: Lo stato papale nel tredicesimo secolo, Napoli, Edizioni scientifiche italiane, 1961)
- 1963 - (con Harry Hearder) A short history of Italy from classical times to the present day, Cambridge, at the University press. (ultima ed., 1979) edizione on-line Archiviato il 21 giugno 2008 in Internet Archive.
- 1964 - Later medieval Europe, from Saint Louis to Luther, London, Longmans (ultima ed., 2013, con Peter Denley; titolo: Later medieval Europe: 1250-1520, ISBN 978-0-582-25831-0) edizione on-line
- 1965 - Il governo papale in Romagna nell'età di Dante, Faenza, F.lli Lega.
- 1969 - The Italian City-Republics, London, Weidenfeld & Nicolson; trad. ital.: Le citta-repubblica dell'Italia medievale, traduzione di Giuseppe Bernardi, Milano, Il Saggiatore; poi trad. ital. (1980) di Giuseppe Bernardi e di Paola Guglielmotti, Torino, Einaudi; trad. spagnola: Las ciudades-república italianas, Madrid, Guadarrama; trad. tedesca: Die italienischen Stadtstaaten, München, Kindler; trad. francese: Les republiques medievales italiennes, texte francais de Jeanine Carlander, Paris, Hachette. (ultima ed. inglese, 2010, a cura di Daniel Waley e Trevor Dean, 4. ed, Harlow-England, Pearson Education,  ISBN 9781405859004).
- 1970 -  Viterbo nello stato della Chiesa nel secolo XIII, Viterbo, Azienda autonoma di cura soggiorno e turismo.
- 1975 - British public opinion and the Abyssinian war: 1935-6, London, M. Temple Smith in association with the London school of Economics and Political Science.
- 1976 - Condotte and condottieri in the XIII century, London, British Academy.
- 1976 - Le origini della condotta nel Duecento e le compagnie di ventura, in «Rivista storica italiana», vol.LXXXVIII, n. 3, pp. 531–538.
- 1978 - Le istituzioni comunali di Assisi nel passaggio dal XII al XIII secolo, Assisi, s.n.
- 1983 - Il ducato di Spoleto dagli Svevi all'Albornoz, Spoleto, Centro italiano di studi sull'alto medioevo.
- 1984 - A "Sommario di mercantie in Inghilterra", in Aspetti della vita economica medievale: contributo del convegno di studi nel X anniversario della morte di Federigo Melis (Firenze-Pisa-Prato, 10-14 marzo 1984), Firenze, Giuntina.
- 1987 - Una "Storia d'Italia" mai scritta: contributo al ritratto del giovane Layard, in AA.VV., Symposium Internazionale "Austen Henry Layard tra l'Oriente e Venezia" (Venezia, 26-28 ottobre 1983), a cura di F. M. Fales e B. J. Hickey, Roma, "L'Erma" di Bretschneider. ISBN 88-7062-632-6
- 1987 - Lo Stato papale dal periodo feudale a Martino V, in AA.VV., Comuni e signorie nell'Italia nordorientale e centrale: Lazio, Umbria e Marche, Lucca, Torino, UTET. ISBN 88-02-04038-9
- 1990 - Guelfs and Ghibellines at San Gimignano, c.1260-c.1320: a political experiment.- In: Bulletin of the John Rylands Library, Bd. 72, pp. 199–212.
- 1991 - Siena and the Sienese in the thirteenth century, Cambridge, Cambridge University Press; trad. ital. (2003), Siena e i senesi nel XIII secolo, presentazione di Mario Ascheri, Siena, Nuova immagine. ISBN 88-7145-197-X
- 1993 - Literacy and its uses: studies on late medieval Italy di John Kenneth Hyde; edited by Daniel Waley, Manchester, Manchester University press. ISBN 0719036992
- 1996 - Il libro bianco di San Gimignano: i documenti più antichi del Comune, secoli XII-XIV, vol. 1, a cura di Donatella Ciampoli, saggio introduttivo di Daniel Waley; con trascrizioni di Jole Vichi Imberciadori, Siena, Cantagalli.